# Boogie (género musical)

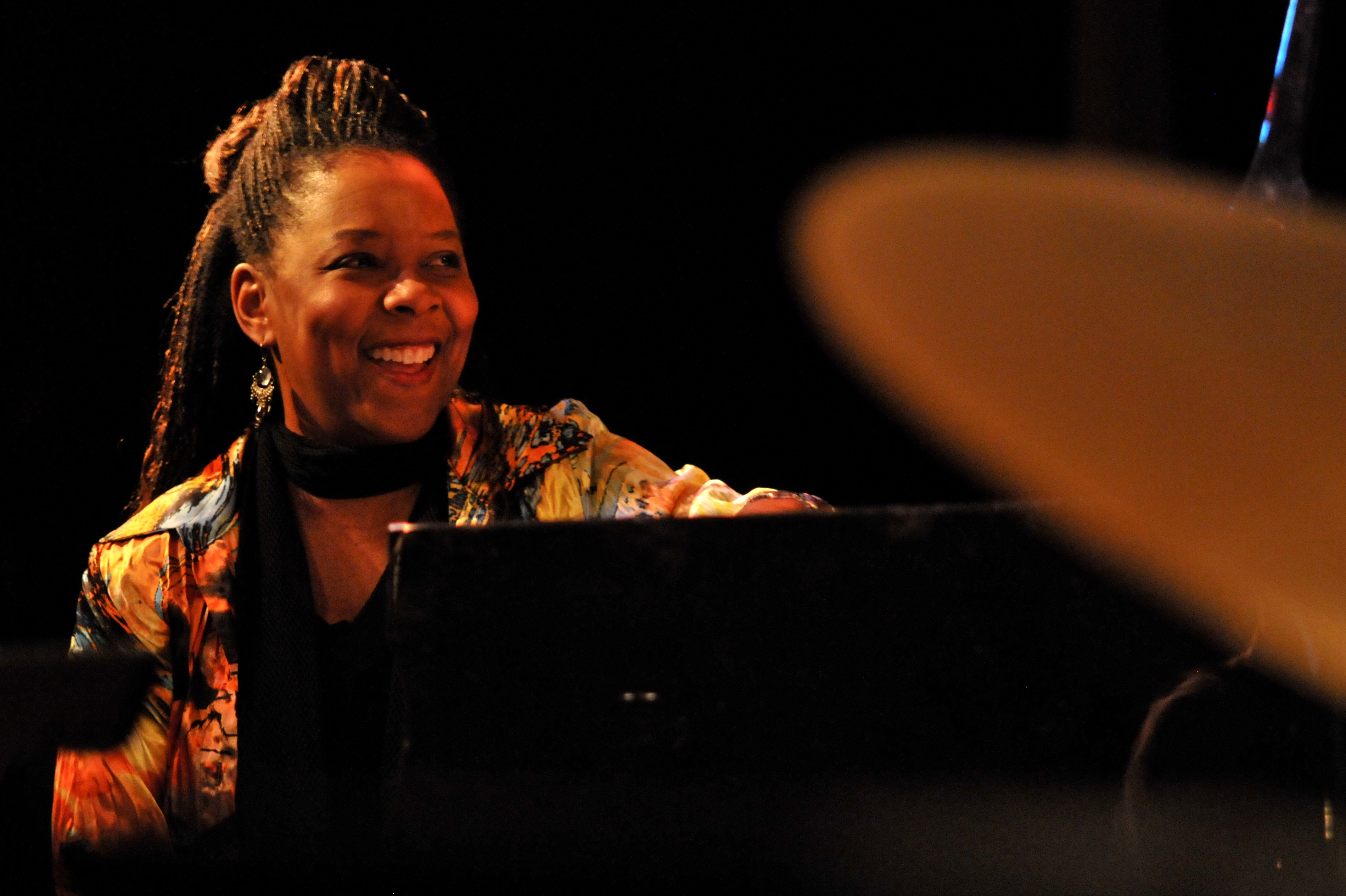
Patrice Rushen-- He sido fan de patrice durante muchos, muchos años, así que fue un verdadero placer finalmente escucharla tocar jazz directo en Scullers. Ella nos dejó boquiabiertos con su juego, ¡lo cual fue simplemente increíble!

El boogie es un género temprano de música electrónica de baile que cercanamente se relaciona con el estilo del post-disco el cual surgió a finales de los 70s en Estados Unidos. El sonido boogie se define con el uso de instrumentos electrónicos más que acústicos, con énfasis en vocales y diversos efectos de sonido que más tarde evolucionan al electro y al house.

## Características
El boogie siguiendo el ejemplo del post-disco, sigue el patrón four-on-the-floor del pulso (aunque hay ejemplo de canciones qué no lo contienen) el cual es el ritmo tradicional de la música disco, tiene mayor énfasis en los pulsos pares y generalmente tiene un tempo de entre 110 a 116 pulsaciones por minuto. También aplica ciertos aspectos tecnológicos y promocionales del new wave y aunque expuesto a su subgénero el synthpop el boogie también tiene sus raíces en el R&B y predominantemente del funk. Otras influencias de un tipo de música completamente diferente incluye el jazz. La típica canción boogie se caracteriza por un ritmo de medio tiempo con un uso prominente del slap bass, fuertes sonidos de pulsos similares a aplausos, acordes melódicos y obviamente, sintetizadores. Este género también es base para el surgimiento de posteriores formas de la música electrónica de baile (especialmente con el electro, el house y sus derivados).

## Historia
Hacia finales los 1970 la palabra "boogie" fue revitalizada por las culturas disco y post-disco. Este término se usó en Londres para describrir una forma de música Dance/Funk afroamericana de los 80s, sin embargo se usó esencialmente se para descibrir grabaciones disco ya que esta palabra ganó malas connotaciones a inicios de los 80s. A inicios de los 1980 varios grupos boogie experimentaron con sonidos más electrónicos y dub infundido en la línea de bajo que fue precursor del sonido del house. El boogie ganó prominencia en las escenas undreground de Estados Unidos y Reino Unido y a veces se le llama disco-funk o synth-disco. El sonido "electro-boogie" (más tarde abreviado a electro) surgió cuando músicos de este género especialmente aquellos influidos por el synthpop o el new wave, empezaron a usar en lugar de instrumentos tradicionales como el bajo eléctrico a instrumentos electrónicos cómo el sintetizador o especialmente la caja de ritmos Roland TR-808. Hacia la actualidad el sonido boogie sigue latente en algunas composiciones del indie dance o nu-disco y sobre todo en algunas del electro.